# Les Bruixes de Salem
Les Bruixes de Salem (en anglès: The Crucible) és una obra de teatre d'Arthur Miller, escrita el 1953. Està basada en els fets del judici a les Bruixes de Salem a Massachusetts el 1692. Miller va escriure sobre l'esdeveniment com una al·legoria del maccarthisme que succeí als Estats Units els anys 1950, quan el govern perseguia a les persones que eren acusades de ser comunistes.
L'obra es va representar per primera vegada al Martin Beck Theatre, a Broadway, el 22 de gener de 1953. Aquell mateix any, l'obra va guanyar el Premi Tony a la millor obra i, passat el temps, se l'ha acabat considerant obra central del cànon del teatre americà.

## Judicis de Salem (context històric)
Els judicis de Salem per bruixeria fan al·lusió a un famós episodi del període de colonització dels Estats Units el 1692 a l'aldea de Salem (Massachusetts), en què, com a efecte col·lateral de lluites internes de les famílies colonials i fanatismes puritans, foren condemnades a mort 25 persones acusades de bruixeria, sobretot dones, i s'empresonà un nombre molt més alt. El nombre d'acusats per bruixeria en aquests judicis pogué fluctuar entre els 150 i 200 i àdhuc un nombre molt més gran si es consideren els casos d'empresonament.
Moltes teories han intentat explicar per què la comunitat de Salem esclatà en aquest deliri de bruixes i pertorbacions demoníaques. La més difosa insisteix a afirmar que els puritans, que governaven la Colònia de la Badia de Massachusetts pràcticament sense control reial des del 1630 fins a la promulgació de la Carta Magna el 1692, passaven per un període d'al·lucinacions massives i histèria provocades per la religió. La majoria dels historiadors moderns troben aquesta explicació una mica simplista. D'altres teories es basen a analitzar fets de maltracte de nens, adivinacions invocant el dimoni, ergotisme (intoxicació amb pa fermentat que conté elements químics semblants al LSD), el complot de la família Putnam per destruir la família rival, els Porter, i d'altres fan al·lusió al tema de l'estrangulament social de la dona.

## Resum de l'obra

### 1r acte
La narració inicial explica el context de Salem i dels colonialistes puritans de Massachusetts, els quals són descrits pel narrador com una societat teocràtica aïllada i en conflicte constant amb els nadius americans. El narrador especula que la manca de llibertats civils, l'aïllament de la civilització i la falta d'estabilitat a la colònia van provocar tensions internes latents que contribuirien als esdeveniments representats a l'obra.
La resta del primer acte succeeix a un dormitori de la casa del sacerdot del poble, el mossèn Samuel Parris. La seva filla de deu anys, la Betty Parris, es troba inconscient al llit. El mossèn està convençut d'haver enxampat a la Betty, a algunes altres noies i a la seva esclava barbadiana, la Tituba, ballant despullades al bosc mentre feien una mena de ritual pagà durant el vespre anterior. Va ser just en el moment que les va enxampar que la seva filla es va desmaiar de l'ensurt. La nena encara no s'ha despertat, raó per la qual jeu al llit.
Al poble hi circulen molts rumors de bruixeria i una gentada s'ha reunit davant la casa del mossèn. Aquest està preocupat ja que, a causa d'aquest esdeveniment, ell podria ser retirat de la seva posició de sacerdot del poble. Així doncs, interroga a la que sembla la líder del grup de noies; la seva neboda Abigail Williams, a la que Parris s'havia vist obligat a adoptar després que els pares d'aquesta fossin assassinats brutalment durant la guerra del rei Felip. L'Abigail nega que estiguessin fent bruixeria, al·legant que només estaven ballant. Al acabar-se la conversa, entren a l'habitació el ric i influent Thomas Putnam i la seva dona, Ann. Parris els revela de mala gana que ha convidat el mossèn John Hale, expert en bruixeria i demonologia, per investigar el cas. Els adults marxen per dirigir-se a la multitud.
Les altres noies implicades en l'incident s'uneixen a l'Abigail i a la Betty, que s'ha despertat breument i ha intentat saltar per la finestra. L'Abigail coacciona i amenaça a les altres perquè mantinguin la versió de la història d'estar simplement ballant al bosc. Les altres noies tenen por que es reveli la veritat (en realitat, estaven intentant conjurar un malefici contra Elizabeth Proctor) i que se les etiqueti de bruixes; així doncs, fan cas a l'Abigail. La Betty es desmaia altre cop.
Entra a l'habitació en John Proctor, granger del poble i marit d'Elisabeth. Envia a les altres noies fora (incloent la Mary Warren, la criada de la seva família) i planta cara a l'Abigail, que li assegura que ella i les noies no feien bruixeria. Es revela que l'Abigail havia treballat com a criada dels Proctor, i que ella i en John van tenir una aventura, raó per la qual va ser acomiadada. L'Abigail encara té sentiments per en John i creu que són recíprocs, però en John ho nega. Enfadada, l'Abigail es burla d'en John per negar els seus veritables sentiments cap a ella. Mentre discuteixen, se sent com es canta un psalm al pis inferior. La Betty s'incorpora de cop i volta i es posa a cridar.
El mossèn Parris entra de nou al dormitori i, amb ell, arriben diversos vilatans: el ric i influent Thomas i la seva dona, Ann Putnam, la respectada Rebecca Nurse i el veí dels Putnam, el granger Giles Corey. Els vilatans, que no havien escoltat la discussió, suposen que el psalm que estaven cantant al pis inferior ha provocat els crits de la Betty. Aviat sorgeixen tensions entre ells. La senyora Putnam ha patit set avortaments naturals; ella assegura que les seves pèrdues i  l'estat de la Betty són causats per bruixeria. La Rebecca, més racional, suggereix que cridin a un metge. En Putnam i en Corey es discuteixen per la propietat d'unes terres. En Parris no està satisfet amb el sou i condicions de vida que té com a sacerdot i acusa a en Proctor de dirigir una conspiració per expulsar-lo de l'església. L'Abigail es mira l'escena des d'un racó de l'habitació.
Arriba el mossèn Hale i comença la seva investigació. Abans de marxar, en Giles comenta que ha vist com la seva dona llegia llibres estranys i li demana a en Hale que ho investigui. En Hale interroga al mossèn Parris, a l'Abigail i a la Tituba per saber més sobre les activitats de les noies al bosc. A mesura que van explicant els fets, l'Abigail assegura que la Tituba va obligar-la a veure sang i la Tituba afegeix que l'Abigail li havia suplicat que llancés un malefici mortal. En Parris amenaça amb assotar la Tituba a mort si no confessa que ha fet bruixeria. La Tituba es posa a plorar i confessa que el dimoni l'ha embruixat a ella i a altres noies del poble. Llavors, acusa a la Sarah Osborne i a la Sarah Good de bruixeria. La senyora Putnam identifica a Osborne com la seva antiga llevadora i afirma que deu haver assassinat els seus fills. L'Abigail decideix seguir el corrent a la Tituba per evitar que altres persones descobreixin la seva aventura amb en Proctor, la dona del qual havia intentat maleir per gelosia. Ella salta, comença a contorsionar-se i diu que Osborne, Good i la Bridget Bishop han estat “ballant amb el diable”. De sobte, Betty s'aixeca i imita els moviments i les paraules d'Abigail,  i també acusa en George Jacobs. Quan es tanca el teló, les tres continuen amb les seves acusacions mentre en Hale ordena l'arrest de les persones nomenades i envia a buscar els jutges per fer un judici.

### 2n acte
En una segona narració, el narrador compara la colònia amb la societat de post-guerra de després de la Segona Guerra Mundial, dient que el fanatisme purità és similar a les normes culturals tant dels Estats Units com de la Unió Soviètica. A més a més, compara la por al satanisme que es vivia a Europa i a les colònies americanes durant el segle xvii amb la por al comunisme que es va viure durant la Guerra Freda quan aquest va ser implementat a la Xina i a l'Europa de l'Est. (Aquesta narració no es troba en totes les versions de l'obra).
La resta del segon acte se situa a casa dels Proctor. En John i l'Abigail no es poden creure que quasi quaranta persones hagin estat arrestades per bruixeria a causa de les declaracions de l'Abigail i les altres noies. En John sap que la possessió malèfica d'aquestes i les seves acusacions de bruixeria no són certes, ja que l'Abigail així li ho va dir quan estaven sols durant el primer acte, però no està segur de com confessar-ho sense que es descobreixi l'aventura que van tenir. L'Elizabeth es desconcerta al saber que el seu marit va estar a soles amb l'Abigail. Ella creu que en John encara se sent atret per l'Abigail i li diu que mentre sigui així ell mai no es redimirà.
Entra la Mary Warren i li dona a l'Elizabeth una nina de drap que ha fet al tribunal mentre compareixia com a testimoni. La Mary explica que s'ha arrestat a trenta-nou persones acusades de bruixeria, i que segurament seran penjades a la forca. També diu que l'Osborne serà penjada però que la Sarah Good sobreviurà ja que ha confessat que va fer un pacte amb Llucifer (el diable) per turmentar els cristians. Enfadat que la Mary hagi descuidat les seves tasques de criada, en John l'amenaça amb pegar-la, però ella li respon que ara és una oficial del tribunal, que hi ha d'assistir diàriament i que li ha salvat la vida a l'Elizabeth ja que aquell mateix dia havia sigut acusada de bruixeria i se l'havia d'arrestar però la Mary havia parlat en defensa seva. La Mary es nega a identificar a la persona que a acusat a l'Elizabeth, però l'Elizabeth està segura de que ha sigut l'Abigail. Ella li implora a en John que es presenti davant del tribunal i els digui als jutges que l'Abigail i les noies estan mentint. En John es mostra reticent ja que si ho fa haurà de revelar públicament el seu adulteri.
Arriba el mossèn Hale i declara que ha d'entrevistar a totes les persones de les quals s'ha parlat en els processos judicials, cosa que inclou a la Elizabeth. Comenta que també s'ha parlat de la Rebecca Nurse però admet que no creu que sigui una bruixa ja que es molt devota, tot i així emfasitza que tot és possible. Hale dubta de la devoció cristiana dels Proctor observant que no van a l'església amb regularitat i que un dels seus tres fills encara no ha sigut batejat; en John assegura que això és a causa de la seva falta de respecte cap al mossèn Parris. Desafiat a recitar els Deu Manaments, en John desafortunadament s'oblida de “No cometis adulteri”. Quan se la interroga, l'Elizabeth s'enfada de que no s'interrogui abans a l'Abigail. Al no saber com procedir, en Hale es prepara per marxar i en John, sota la pressió de l'Elizabeth, li diu que sap que les declaracions de les noies són falses. Quan en Hale li respon que molts dels acusats han confessat els seus crims en John remarca que se’ls hagués penjat si no ho haguessin fet; en Hale li dona la raó a contracor.
De sobte, en Giles Corey i en Francis Nurse entren a la casa i informen a en John i a en Hale que les seves dones han sigut arrestades per bruixeria: la Martha Corey per llegir llibres sospitosos i la Rebecca Nurse per haver sacrificat a nens. Una patrulla dirigida pel secretari de la cort Ezekiel Cheever i el xèrif George Herrick arriben al cap de poc amb una ordre d'arrest per l'Elizabeth, cosa que sorprèn a en Hale. En Cheever agafa la nina de drap que estava a la taula i hi troba una agulla clavada. Informa a en John que l'Abigail havia tingut un episodi de dolor estomacal aquell mateix vespre i que li han trobat una agulla clavada al ventre; l'Abigail havia dit que l'Elizabeth li havia clavat l'agulla amb bruixeria, utilitzant una nina. En John fa entrar a la Mary perquè expliqui la veritat; ella afirma que ella ha fet la nina i hi ha clavat l'agulla, i que l'Abigail havia vist com ho feia. En Cheever no n'està convençut i es prepara per arrestar a l'Elizabeth.
En John, enfadat, estripa l'ordre d'arrest i amenaça a Herrick i a Cheever amb un mosquet, però l'Elizabeth el calma i s'entrega. Ell li diu a en Hale que és un covard i li demana per què no es qüestionen les acusacions. En Hale es mostra dubitatiu, però suggereix que potser aquestes desgràcies estan passant a Salem a causa d'un crim secret que s'ha de fer públic. En John li ordena a la Mary que vagi davant del tribunal amb ell i reveli les mentides de les altres noies, però ella protesta. Conscient de l'adulteri d'en John, ella l'avisa de que l'Abigail està disposada a revelar-ho si és necessari. Ell es sorprèn, però decideix que s'ha de dir la veritat, encara que hi hagi un cost personal.

### 3r acte
El tercer acte se situa trenta-set dies després a la Cort General de Salem, on s'hi està celebrant el judici de la Martha Corey. Francis i Giles interrompen desesperadament el procés judicial demanant que se’ls escolti. Se suspèn la sessió i es fa fora als dos homes de la sala principal. Arriben en John Porctor i la Mary Warren i informen al vice-governador Danforth i al jutge Hathorne de les mentides de les noies. Danforth informa a en John de que la seva esposa està embarassada i que l'eximirà de la seva execució fins que neixi el nen, esperant que en John retiri les seves declaracions. Ell es nega a fer-se enrere i presenta una declaració firmada per noranta-un vilatans que confirmen la bona reputació de l'Elizabeth, la Rebecca Nurse i la Martha Corey. En Herrick defensa la sinceritat d'en John.
Parris i Hathorne desestimen la declaració dient que no és vàlida. El mossèn Hale critica aquesta decisió i exigeix saber per què se’ls hi prohibeix als acusats defensar-se a ells mateixos. Danforth contesta que donada la “naturalesa invisible” de la bruixeria, no es pot confiar en les paraules dels acusats i d'aquells que els defensen. Llavors ordena que s'arresti als noranta-un vilatans que han firmat la declaració per tal d'interrogar-los. Entra en Giles Corey amb una altra declaració que acusa a en Thomas Putnam d'haver obligat a la seva filla a acusar en George Jacobs per tal de comprar les terres d'aquest (ja que els condemnats per bruixeria estan obligats a renunciar a les seves propietats). Quan se li demana que reveli qui li ha donat aquesta informació, ell s'hi nega per por a que també s'arresti a aquesta persona. Danforth acusa a Giles de desobediència i ordena que se l'arresti.
En John presenta la declaració de la Mary, en la que declara que l'Abigail la va coaccionar a acusar gent innocent. L'abigail nega l'acusació de la Mary d'estar mentint i es reafirma en la història de la nina de drap i l'agulla. Quan Parris i Hathorne li demanen que faci veure que està posseïda, a la Mary li fa massa por obeir. En John ataca la reputació de l'Abigail dient que el mossèn la va enxampar a ella i a les altres noies ballant despullades al bosc a la nit en la que suposadament es va “embruixar” a la Betty Parris. Quan Danforth comença a interrogar a l'Abigail ella declara que la Mary l'està embruixant, intentant-la congelar amb vent fred, i en John perd els estreps, dient-li a l'Abigail que és una meuca. Ell llavors confessa l'adulteri i diu que és la raó per la qual van acomiadar a l'Abigail de casa seva i per la quau l'Abigail està intentant que es mati a l'Elizabeth, per tal que els dos puguin estar junts.
Danforth fa entrar a Elizabeth perquè confirmi la història, i prohibeix que se li digui què acaba de declarar en John. Al no ser conscient de la declaració del seu marit, l'Elizabeth tem que l'Abigail hagi revelat l'adulteri per tal de desacreditar a en John i decideix mentir, dient que mai va haver´hi cap aventura i que va acomiadar a l'Abigail a causa de les seves sospites. Hale implora a Danforth que reconsideri la sentència ja que ara veu que l'Abigail menteix, però sense resultat, Danforth desestima la declaració d'en John basant-se en la seva declaració anterior en la que deia que l'Elizabeth mai mentiria.
La confusió i la histèria s'imposen a la sala. L'Abigail i les altres noies corren per la sala dient que la Mary les està atacant amb un ocell groc, que ningú més és capaç de veure. Quan Danforth li diu a la Mary que està sentenciada a la forca, ella s'uneix a les altres noies i revoca totes les declaracions que ha fet contra elles dient que en John Proctor l'ha obligat a mentir i que el diable s'alberga dintre seu. En John, desesperat i havent perdut tota esperança declara que “Déu ha mort” i és arrestat. Furiós, el mossèn Hale denuncia la sentència i marxa.

### 4t acte
El quart acte se situa tres mesos més tard a la presó del poble, d'hora al matí. La Tituba, que comparteix cel·la amb la Sarah Good, sembla que s'ha tornat boja a causa de la histèria, diu que sent veus i que pot parlar amb Satanàs. El xèrif Herrick, afectat per haver hagut d'arrestar a tants veïns seus, s'ha donat a la beguda. Molts vilatans han sigut acusats de bruixeria; la majoria han confessat i han sigut sentenciats a una llarga condemna ala presó i el govern els ha embargat les seves propietats; dotze han sigut penjats; set més seran penjats a trenc d'alba per negar-se a confessar, entre aquests s'hi troben en John Proctor, la Rebecca Nurse i la Martha Corey. En Giles Corey va ser torturat amb la premsa fins que va morir, el tribunal estava intentant, sense resultat, que es declarés culpable; al no haver declarat res, Giles es va assegurar que els seus fills heretarien les seves terres i les seves propietats. El poble s'ha tornat disfuncional, amb tanta gent a la presó o morta, i amb l'arribada de la notícia de la rebel·lió contra els tribunals a Andover, corren rumors de que el mateix passarà a Salem. L'abigail, temorosa de les conseqüències, roba tots els estalvis a en Parris i fuig amb un vaixell a Anglaterra amb la Mercy Lewis.
Danforth i Hathorne tornen a Salem per reunir-se amb Parris i els sorprèn saber que Hale també ha tornat i que s'està reunint amb els condemnats. En Parris, a qui l'Abigail li ha robat tot, explica que ha rebut amenaces de mort. Suplica a Danforth que ajorni les execucions per tal d'aconseguir alguna confessió, esperant no haver de penjar a alguns dels vilatans més respectats de Salem. En Hale, amb remordiment i culpant-se a si mateix per la histèria col·lectiva, ha tornat per aconsellar als condemnats que facin declaracions falses per tal d'evitar ser executats. Posa pressió a Danforth per tal que perdoni als set condemnats i s'oblidi de l'incident, però Danforth s'hi nega, dient que perdonant i ajornant posarien en dubte la veracitat de les confessions i execucions que ja s'havien dut a terme.
Danforth i Hale convocen a Elizabeth i li demanen que persuadeixi a John perquè confessi. Ella li guarda rancor a Hale, tant per haver dubtat d'ella com per voler que en John cedeixi i arruïni el seu bon nom, però accepta parlar amb el seu marit, almenys per acomiadar-se'n. Ella i en John mantenen una llarga conversa, en la que ella l'elogia per no haver-se confessat. John li diu que es nega a confessar-se no per convicció religiosa, sinó per menyspreu pels seus acusadors i el tribunal. Els dos finalment es reconcilien, amb Elizabeth perdonant a en John i entristida ja que ell no es pot perdonar a si mateix i veure la seva pròpia bondat. Tot i saber en el seu cor que no hauria de fer-ho, John accepta confessar falsament haver practicat bruixeria, decidint que no té cap desig ni dret a convertir-se en màrtir.
Danforth, Hathorne i un alleujat Parris demanen a John que testifiqui la culpabilitat dels altres empresonats i dels executats. John s'hi nega, dient que només pot denunciar els seus propis pecats. Danforth està decebut per aquesta reticència, però, per instància de Hale i Parris, permet que John firmi una confessió escrita, que es mostrarà a la porta de l'església com a exemple. John no n'està convençut, pensant que la seva confessió verbal és més que suficient. Al pressionar-lo més, John acaba signant, però es nega a lliurar-se del paper, afirmant que no vol que la seva família i, sobretot, els seus tres fills siguin estigmatitzats a causa la confessió pública. Els homes discuteixen fins que Proctor renuncia completament a la seva confessió, estripant el document signat. Danforth fa venir el xèrif i envia en John a ser penjat. Davant d'una rebel·lió imminent, Putnam i Parris corren desesperadament per demanar-li a Proctor que es confessi. Hale, que se sent culpable de la mort de John, demana a Elizabeth que convenci al seu marit perquè es confessi, però ella s'hi nega, afirmant que John ha "trobat la seva bondat".

## Personatges (per ordre d'apareixença)
Mossèn Samuel Parris
El sacerdot de Salem. Abans era mercader, i per això Parris està obsessionat en mantenir la seva reputació i freqüentment es queixa de que el poble li paga un sou massa baix, cosa que el converteix en un personatge que els vilatans deprecien. Quan els judicis comencen, és designat com a advocat de l'acusació i, per tant, ajuda a que es condemni a la majoria dels acusats per bruixeria. Cap al final de l'obra, és traït per la seva neboda Abigail i comença a rebre amenaces de mort de part dels familiars dels condemnats.
Tituba
L'esclava de la família Parris. En Parris la va portar de Barbados quan es va mudar a Salem i ella ha estat servint-lo des de llavors. Utilitza els seus coneixement d'herbes i màgia per a ajudar en secret a l'Abigail i a les seves amigues a fer pocions d'amor i, fins i tot, dirigeix una sessió espiritualista pel benestar de l'Ann Putnam. Quan se l'acusa d'haver practicat bruixeria, ella confessa i per consegüent és empresonada amb la Sarah Good. Al arribar el quart acte de l'obra, la Tituba s'ha tornat boja a causa de les dures condicions a les que ha estat sotmesa.
Abigail Williams
Antagonista principal de l'obra. L'Abigail solia treballar com a criada dels Proctor, però quan l'Elizabeth Proctor va saber que havia tingut una aventura amb el seu marit John, l'Abigail va ser acomiadada de la seva feina. Utilitzant la seva bona posició com a neboda d'en Parris a favor seu, acusa a molts conciutadans de practicar bruixeria, convertint-se així en una de les persones més poderoses de Salem. Finalment, fuig de Salem amb la fortuna del seu oncle per por a haver de patir les conseqüències dels seus actes.
Susanna Walcott
Criada que forma part del grup d'amigues de l'Abigail.
Ann Putnam
Dona rica del poble, forma part de l'elit de Salem. Té una filla, la Ruth, però ha perdut a set nadons en avortaments naturals. Pensant que les bruixes són les responsables de les seves desgràcies, es posa de part de l'Abigail en el judici.
Thomas Putnam
Un dels homes més rics de Salem. És un home avariciós i confabulador que utilitza les acusacions com a pretext per a comprar les terres dels condemnat per bruixeria que han sigut embargades.
Betty Parris
La filla de deu anys d'en Samuel Parris i una de les acusadores.
Mercy Lewis
Una altra acusadora. Al quart acte, fuig de Salem amb l'Abigail per tal d'evitar que l'arrestin per haver-li mentit al tribunal.
Mary Warren
Criada de la família Proctor. Inicialment ajuda a en John però més tard el traeix per tal de salvar-se a si mateixa.
John Proctor
Protagonista de l'obra i marit d'Elizabeth Proctor. Un granger del poble que és conegut per la seva autonomia i els seu temperament, raó per la qual acostuma a tenir problemes amb l'autoritat. Avergonyit per haver comès adulteri amb l'Abigail Williams, en John intenta no involucrar-se en els judicis, però quan acusen a l'Elizabeth, ell intenta mostrar les mentides de l'Abigail al tribunal. Traït per la seva criada Mary Warren, en John és acusat de bruixeria i sentenciat a la forca. Es nega a confessar-se per menyspreu cap als membres del tribunal, però finalment hi accedeix. Al saber que la seva confessió segurament afectarà de manera negativa la reputació de la seva dona i dels seus fills, se'n fa enrere. Al final, és penjat amb els altres condemnats per bruixeria.
Giles Corey
Amic d'en Proctor. Està convençut que els judicis s'estan utilitzant per tal de robar les terres dels acusats i presenta una declaració per tal de denunciar-ho. Quan el tribunal li pregunta qui li ha donat aquesta informació, ell es nega a cooperar i finalment és sentenciat i torturat fins a la mort.
Rebecca Nurse
Tot i ser una persona vella i molt respectada a la comunitat, és condemnada a mort per practicar bruixeria.
Mossèn John Hale
Un jove sacerdot de Beverly, Massachusetts, famós pels seus coneixements en bruixeria. Comença estant al servei del tribunal, investigant a tots els que han estat acusats per bruixeria. Decebut per la corrupció i els abusos que s'han viscut durant els judicis, intenta salvar a tants sospitosos com pot convencent-los que facin confessions falses.
Elizabeth Proctor
Dona d'en John. També és acusada de ser bruixa però es lliura de la sentència a mort ja que està embarassada. Desconfia del seu marit a causa de l'adulteri però, finalment, l'acaba perdonant.
Ezequiel Cheever
El secretari de la Cort General de Salem. S'encarrega d'escriure les ordres d'arrest dels sospitosos.
George Herrick/ John Willard
En Herrick és el xèrif de Salem, i dirigeix la patrulla que arresta als acusats de bruixeria fins que es deprimeix i es dona a la beguda. En Willard és un dels seus ajudants fins que es nega a arrestar a més gent, moment en què és acusat de bruixeria i penjat.
Jutge John Hathorne
Un dels dos jutges que presideix el tribunal. Hathorne és un home molt religiós, la fe cega del qual en les declaracions de l'Abigail, l'han fet responsable de gran part de les desgràcies que han causat els judicis.
Vice-gobernador Thomas Danforth
El jutge en cap del tribunal. Pensa en els judicis com a oportunitat per a consolidar el seu poder i influencia sobre la comunitat. Així doncs, condemna sense mesura a totes les persones acusades de bruixeria que són portades davant del tribunal. Al negar-se a suspendre els judicis encara que aquest estiguin destrossant el poble de Salem, es converteix, segons Miller, en el malvat de l'obra.

## Exactitud històrica de l'obra
Al pròleg de l'obra el mateix Miller hi assenyala que ha fet ús d'una llicència poètica per condensar el nombre de persones involucrades als processos, i que ha augmentat l'edat d'Abigail de 12 anys perquè l'argument pogués tirar endavant. Emfasitza que el seu objectiu era mostrar la natura essencial d'un dels episodis més estranys i horribles de la història de la humanitat.

## Representacions
L'obra ha sigut interpretada a Broadway en tres ocasions diferents:
- 1953 - Primera representació de l'obra. Dirigida per Jed Harris i produïda per Kermit Bloomgarden.
- 2002 - Representació amb intèrprets com Liam Neeson, Laura Linney, Bill Murray i Kristen Bell, entre d'altres.
- 2016 - Dirigida per Ivo van Hove i amb la banda sonora del compositor Phillip Glass. Alguns dels intèrprets que hi van participar eren Ben Whishaw, Ciarán Hinds i Saoirse Ronan.

### Representacions a Catalunya
La temporada del 2010-2011 del Teatre del Sol de Sabadell va tenir com a obra principal Les Bruixes de Salem. Però l'obra va ser coneguda pel públic general a Catalunya quan va ser representada en la temporada 2016 del Festival Grec de Barcelona. Amb el text traduït per Eduardo Mendoza, la direcció d'Andrés Lima i la música original de Jaume Manresa, aquesta representació comptava amb els intèrprets Lluís Homar, Borja Espinosa, Nora Navas, Nausicaa Bonnin, Carles Canut, Albert Prat, Carles Martínez, Míriam Alamany, Carme Sansa, Miquel Gelabert, Anna Moliner, Marta Closas, Joana Vilapuig, Núria Golla i Yolanda Sey.

## Adaptacions

### Cinema
- 1957 - The Crucible, una producció franco-alemanya del director belga Raymond Rouleau i amb un guió adaptat per Jean-Paul Sartre.
- 1996 - The Crucible, produïda per la Twentieth Century Fox, amb la direcció de Nicholas Hytner i adaptada pel mateix Arthur Miller. Intèrprets: Daniel Day-Lewis, Winona Ryder, Bruce Davison, Joan Allen, Paul Scofield i Peter Vaughan.
- 2014 - The Crucible, produïda per The Old Vic, dirigida per Yaël Farber i en la que hi apareixia l'actor Richard Armitage. Aquesta producció va ser distribuïda únicament en cinemes del Regne Unit, Irlanda i els Estats Units.

### Òpera
L'obra va ser adaptada pel compositor Robert Ward com a òpera. Aquesta versió de la història de Les Bruixes de Salem es va representar per primer cop l'any 1961 i va guanyar elPremi Pulitzer de música l'any 1962.

### Televisió
L'obra s'ha presentat en format televisiu en diverses ocasions. El 1968 es va fer una producció en la que hi apareixien George C. Scott, Colleen Dewhurst, Melvyn Douglas i Tuesday Weld. El 2002 el director Joseph Sargent va portar Les Bruixes de Salem a la televisió amb un gran elenc, format per: Jay O. Sanders, Henry Czerny, Peter Ustinov, Shirley MacLaine, Alan Bates i Kristin Booth. El 2006, una representació de l'obra produïda per la Royal Shakespeare Company va ser gravada; aquesta gravació està guardada a l'arxiu de videos del Museu Victoria and Albert.